# Беликов, Константин Владимирович
Константи́н Влади́мирович Белико́в (1909, деревня Зуево, Российская империя — 3 июля 1987, Волгоград, РСФСР, СССР) — советский футболист, защитник, затем судья всесоюзной категории (11.02.1961). Мастер спорта СССР (1946). Участник Сталинградской битвы и «Матча на руинах Сталинграда». Капитан команды «Трактор» и сборной Сталинграда. Сотрудник УНКВД СССР по Сталинградской области.

## Карьера
Уроженец и воспитанник подмосковного Орехово-Зуева. Играл в команде «Красный текстильщик», где получил прозвище «Коммунист».
В начале 30-х годов служил в армии, потом переехал в Сталинград.
В 1932 году играл за «Динамо» (Саратов).
С 1932—1938 год выступал за футбольную команду «Динамо» (Сталинград). Именно из этой команды попал в сборную Сталинграда и сборную Нижне-Волжского края.
В 1938 году стал обладателем кубка Сталинграда по хоккею с мячом в составе команды спортобщества «Трактор».
В 1939 году дебютировал в классе сильнейших команд страны и помог команде «Трактор» занять 4-е место в чемпионате страны.

## Годы войны
Когда война подступала к Сталинграду тракторный завод эвакуировали в Челябинск, а вместе с ним уехали многие футболисты «Трактора», ставшие рабочими, бойцами трудового фронта. Константин Беликов остался в рядах защитников города. Он пробыл в городе от первого до последнего дня обороны. Сражался в группе особого назначения.
В книге Леонида Горянова «Бессмертный марафон» описан подвиг Константина Владимировича Беликова в дни Сталинградской битвы:
Более тридцати раз уходил в разведку знаменитый защитник «Трактора» К. Беликов, пробирался в ближайший и глубокий тыл гитлеровцев. Однажды группа, в которой действовал этот отважный воин, захватив «языка» и важные документы, двигалась в своё расположение. Внезапно советские бойцы попали в засаду. Автоматной очередью наповал сразило командира: «Всем отходить! Приказываю всем отходить именем Родины. Я остановлю гадов», — крикнул отважный футболист. Он залёг за камни сталинградских развалин и в течение 40 минут сдерживал огнём автомата и гранатными залпами натиск взвода фашистов. Падали, сражённые его меткими выстрелами, оккупанты. Но вот уже на исходе боеприпасы. Вот уже почти сжалось кольцо. И выхода, кажется, нет. Но в этот момент над полем боя раздалось родное, русское «Ура!». Это товарищи, доставив пленного в штаб и получив подкрепление, пошли в атаку. Чудо случилось — живой и совершенно невредимый Беликов вернулся к своим.
3 февраля 1943 года награждён медалью «За боевые заслуги».
Описание подвига из наградного листа:
С первых дней боев в районе города Сталинграда т. Беликов, выполняя специальное задание Управления НКВД, проявил себя храбрым и стойким работником.
Пренебрегая опасностью для жизни, под сильным огнём противника, он не покидал своего поста, выполняя порученное ему задание, связанное с подготовкой промышленных объектов города к обороне. Тов. Беликов успешно провел работу по минированию порученных ему участков.

## Матч «На руинах Сталинграда»
Ровно через три месяца, после окончания Сталинградской битвы, в разрушенном городе состоялся футбольный матч между местными футболистами и московским «Спартаком». Капитаном сталинградцев в том матче был лейтенант Константин Беликов, который потом так вспоминал ту встречу:
Мы, футболисты, хорошо понимали, что это не просто игра и должны были показать, что жив Сталинград. И в спорте — тоже. Игроки искали друг друга по всему городу.
Когда собрались, начали тренироваться. Отвыкли, понятно, от этого дела, а сроки поджимают. Две недели всего занимались. Но — каждый день. За тренера у нас был Серёжа Плонский. Он закончил до войны Московский институт физкультуры, грамотный парень, следил за тем, чтобы нагрузки росли постепенно, а то ведь можно и «сорваться». На усиленное питание нас посадили: пшённая каша, селёдка, всего этого — вдоволь. Тяжеловато, конечно, входили в форму. Но услышишь, как мяч звенит, — сердце прыгает! Футбол ведь! Дело любимое.
Почему на южной окраине играли? Там только и осталось что-то похожее на футбольное поле, бомбежек было поменьше. Но все равно пришлось поработать изрядно: осколки убирать, воронки, ямы для зенитных установок засыпать... Ко 2 мая, однако, и футбольное поле, и даже небольшие трибуны были готовы.
Народ, помню, стоял вокруг поля стеной! Я думаю, тысяч девять пришло, не меньше. Гимнастерки в основном зеленели, гражданских было не так много. До игры я встретился со спартаковцами, перебросились парой слов с Акимовым. О чём? Он спросил, как дела. Я сказал — нормально. Он говорит, мол, тяжело вам придется сегодня. Я ответил — посмотрим. Игра покажет.

Мы и в самом деле на снисхождение не рассчитывали. Раз вышли на поле — надо играть. Спартаковцы? Они тоже не собирались нас щадить. В те времена это было не принято! Другое дело, что они не поверили, будто мы способны на серьезное сопротивление.
Встреча прошла интересно и была насыщена острыми моментами. Мы вышли на поле в таком составе: В. Ермасов, С. Плонский, К. Беликов, А. Колосков, Г. Шляпин, В. Зуев, Л. Шеремет, А. Моисеев, Ф. Гусев, И. Фролов, С. Пиликян. За «Спартак» выступали такие призванные мастера советского футбола, как А. Акимов, Вик. Соколов, Вас. Соколов, К. Малинин, Г. Глазков, В. Степанов, О. Тимаков, Н. Морозов, С. Холодков и другие. Как потом мне сказали спартаковцы, они не ожидали встретить с нашей стороны серьёзного сопротивления — ведь у нас был по существу несыгранный коллектив. Но сталинградцы не только выстояли, но и сумели победить. Во время одной из контратак с подачи Г. Шляпина сильным ударом в верхний угол ворот А. Моисеев забил единственный в этом матче гол. 1:0! Несмотря на отчаянные усилия, «Спартаку» не удалось сравнять счёт. Великолепно сыграл В. Ермасов, много раз выручавший команду от, казалось бы, безнадёжных мячей...

## Статистика выступлений в высшем дивизионе
| Команда              | Сезон | Чемпионат | Чемпионат | Чемпионат | Кубок | Кубок | Итого | Итого |
| Команда              | Сезон | Уров.     | Игры      | Голы      | Игры  | Голы  | Игры  | Голы  |
| -------------------- | ----- | --------- | --------- | --------- | ----- | ----- | ----- | ----- |
| Трактор (Сталинград) | 1939  | I         | 22        | 0         | 1     | 0     | 23    | 0     |
| Трактор (Сталинград) | 1940  | I         | 23        | 0         | —     | —     | 23    | 0     |
| Трактор (Сталинград) | 1941  | I         | 9         | 0         | —     | —     | 9     | 0     |
| Трактор (Сталинград) | 1945  | I         | 4         | 0         | ?     | 0     | 4*    | 0     |
| Трактор (Сталинград) | 1946  | I         | 7         | 0         | 0     | 0     | 7     | 0     |
| Всего                | Всего | Всего     | 65        | 0         | 1*    | 0     | 66*   | 0     |

Примечание: знаком * отмечены ячейки, данные в которых возможно больше указанных.

## Судейская и тренерская карьера
Завершив карьеру игрока, Константин Беликов работал футбольным и хоккейным судьёй.
11 февраля 1961 году получил всесоюзную судейскую категорию по футболу.
27 сентября 1962 обслуживал матч-открытие Центрального стадиона в Волгограде между национальной и олимпийской сборными СССР.
В 1975 году был начальником команды «Ротор».
После окончания карьеры стал тренером, учил детей футболу и хоккею, возглавлял волгоградскую областную федерацию хоккея, городскую — футбола, областной штаб клуба «Золотая шайба».
После 70 лет, продолжал работать судьёй, являлся арбитром областных первенств, турниров на призы «Кожаный мяч» и «Золотая шайба».
После выхода на пенсию принимал активное участие в жизни волгоградского «Ротора». Его регулярные встречи с молодыми футболистами оказали большое влияние на укрепление патриотического духа команды.

## Семья
Сын — Рудольф Беликов, вратарь сталинградских ФК «Динамо» и «Трактор» и астраханского «Волгаря». Дочь — Елена Константиновна, преподавала в педагогическом институте.